# شکرالله صفوی
شکرالله صفوی (۱۲۷۳ بوشهر - ۱۳۵۰ تهران) روزنامه‌نگار و نماینده مجلس شورای ملی بود.
پس از تحصیلاتی در حدود متوسطه در جراید مختلف تهران شروع به کار کرد. در سال ۱۳۰۵ امتیاز روزنامه کوشش را گرفت و حدود ۴۵ سال این روزنامه را به صورت روزانه انتشار داد. در سال ۱۳۱۴ به نمایندگی از بوشهر به مجلس شورای ملی رفت و کرسی خود را تا دوره شانزدهم حفظ کرد. در دوره‌های چهارم و پنجم مجلس سنا نیز سناتور تهران بود.